# بيرسي ماكدونل
بيرسي ماكدونل (13 نوفمبر 1860 في المملكة المتحدة - 24 سبتمبر 1896 في أستراليا) (بالإنجليزية: Percy McDonnell)‏ هو لاعب كريكت أسترالي. لعب مع فريق فكتوريا للكريكت وفريق جنوب ويلز الجديد للكريكت ‏ وفريق كوينسلاند للكريكت ‏.

## معرض صور

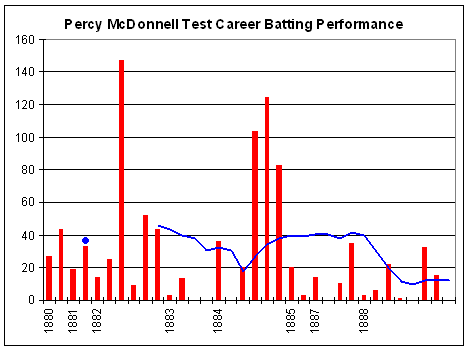
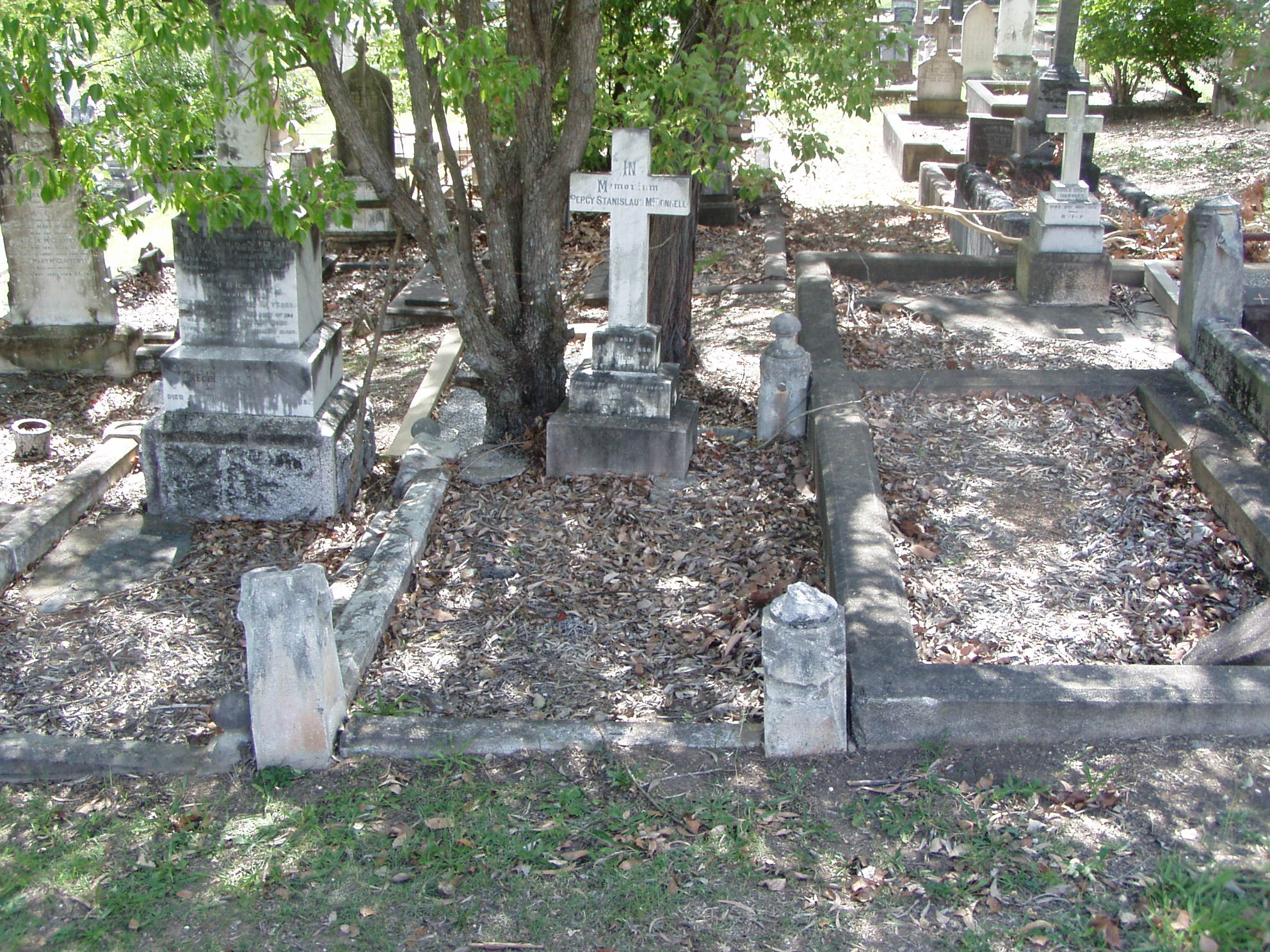
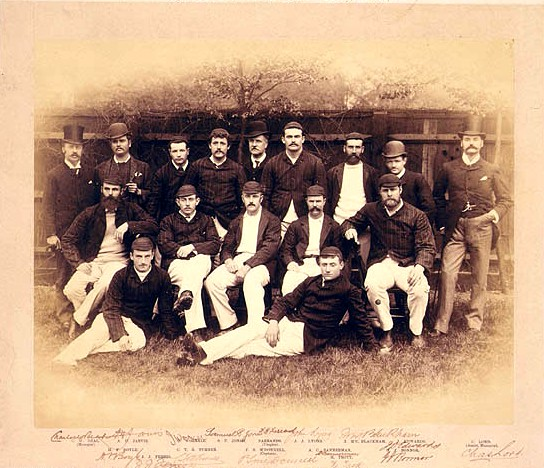

## وصلات خارجية
- بيرسي ماكدونل على موقع إي آس بي آن كريك إنفو (الإنجليزية)